# Chaetopsylla media
Chaetopsylla media är en loppart som beskrevs av Wu Houyong, Wu Wenzhen et Tsai Liyuen 1979. Chaetopsylla media ingår i släktet Chaetopsylla och familjen grävlingloppor. Inga underarter finns listade i Catalogue of Life.